# 海部郡衛生処理事務組合海部美化センター
海部郡衛生処理事務組合海部美化センター（かいふぐんえいせいしょりじむくみあいかいふびかせんたー）は、徳島県海部郡牟岐町大字内妻字白木139−1にある清掃工場である。

## 利用情報
- 開館時間：
- 休館日：土・日曜日、祝日、年末年始(12月31日〜1月3日)
- 駐車場：駐車場有、駐車台数XX台、駐車料金は無料。

## 沿革
- 1979年（昭和54年）4月 - 海部郡衛生処理事務組合海部美化センターとして開所。
- 1995年（平成7年） - 焼却炉の修繕、排気冷却装置の改修を実施。
- 1999年（平成11年） - ダイオキシン対策を実施。

## 周辺
- 国道55号
- 内妻運動公園

## 交通
鉄道
- JR牟岐線牟岐駅下車、徒歩約32分。

バス
- JR牟岐線牟岐駅下車、徳島バス南部牟岐駅前乗車、内妻峠バス停下車、徒歩約12分。

## ごみ焼却施設の老朽化問題
- 2006年3月、当時の海部郡6町（由岐町、日和佐町、牟岐町、海南町、海部町、宍喰町）が「2009年までに牟岐町以外で、新たなごみ焼却場の建設計画を作る。」合意書を交わした。
- 2009年までに計画は作られなかった。
- 2015年9月、牟岐町がセンター周辺住民を対象とした意見交換会を開いた。町は、現在地での改築案を出したが、一部の住民から合意書の有効性や健康被害などを理由に改築案反対の声が上がった。組合は「海部郡3町で建設候補地を検討する。」としていた。
- 2016年3月、海部郡3町（美波町、牟岐町、海陽町）の町長が今後の対応を話し合ったが、「候補地は見つからない。」とし、結論を先延ばしになっていた。
- 海部郡衛生処理事務組合の管理者を務める牟岐町の福井雅彦町長は、2016年6月17日の牟岐町議会平成28年6月定例会で、現在地で施設を改築する考えを明らかにした[1]。
- 現施設の敷地内にある事務所などを移転させて新施設を作り、完成後に現施設を解体する計画である[1]。
- 2016年12月14日、牟岐町議会平成28年12月定例会開会日で現在地での改築に反対する決議が議長を除く全町議7人共同で議員提案された[2]。
- 2016年12月16日、牟岐町議会平成28年12月定例会最終日の一般質問で、牟岐町議が、2006年3月当時の海部郡旧6町が「牟岐町以外で、新たなごみ焼却場の建設計画を作る」との合意書を交わしているとの指摘に対し、牟岐町の福井雅彦町長は、解釈によっては焼却場ではなく、焼却灰の最終処分場の建設計画をつくるとも読み取れる。」とかわした[2]。
- 2016年12月16日、牟岐町議会平成28年12月定例会最終日で現在地での改築に反対する決議が全会一致で可決された[2]。
  - 牟岐町議員は、現在地で改築するという牟岐町の福井雅彦町長の方針に反対するとともに、組合を構成する美波町、海陽町のいずれかに移転するよう求めた[2]。
  - 牟岐町議員は、「焼却場から排出されるガスに含まれる有害物質は法定基準内とはいえ、牟岐町住民の健康や周辺環境に悪影響を与える可能性がある。」などと強調している[2]。
  - 牟岐町議員の間には、「ごみ施設改築の関連予算が提案されても反対する」と強硬意見がある[2]。
  - 現地改築は不透明な情勢となった[2]。
  - 牟岐町の福井雅彦町長は、今後も、「現在地で改築するメリットを町民側に伝える」とし、引き続き現地改築案を進める方針を示した[2]。
- 2017年1月18日、同センター事務所で会議を開き、牟岐町が現在地での改築案に反対する姿勢に転じたことを受け、候補地を一度白紙に戻すことを決めた[3]。
- 3町の担当職員が不定期に集まり、候補地選定について話し合う会を設けることが提案された[3]。